# Инфективни синдром
Инфективни синдром је инфекција која је директно одговорна за сепсу и служи као мост између основног узрока смрти и сепсе. Инфективни синдроми су одговорни за већину смртних случајева чија учесталост варира на различитим локацијама.

## Опште информације
Клинички различите инфективне синдроме генерално могу бити узроковани од стране неколико различитих микроорганизама. Понекад специфична микробна етиологија може бити очигледна само на основу клиничких манифестација (нпр неколико вирусних егзантема), мада је обично неопходан систематски и хијерархијски приступ.

## Епидемиологија
Најчешћи бактеријски патогени који узрокују инфективни синдром
Према истраживањима из 2019. године, процењује се да је број смртних случајева изазван  бактеријским синдромом широм света, последица утицаја 33 бактеријска патогена одговорна за више од 1 од 7 смртних случајева у 2019. години, при чему је пет патогена повезано са нешто више од половине тих смрти, међу које спадају:
- Staphylococcus aureus као водећи узрок бактеријске смрти у 135 земаља
- Стрептококус пнеумониае повезану са највећим бројем смртних случајева код деце млађе од 5 година.
- Ешерихија коли.
- Клебсијела пнеумониае.
- Псеудомонас аеругиноза.

Најчешћи инфективни синдроми
Међу три инфективна синдрома која су одговорна за највише смртних случајева на глобалном нивоу спадају:
- инфекције доњих респираторних органа,
- инфекције крвотока,
- перитонеалне и унутартрбушне инфекције.

## Урођени инфективни синдроми
У уобичајена урођена инфективна стања током трудноће која доприносе развоју урођених мана, мртворођења и неонаталну смрти. Вакцинација, благовремено откривање и лечење, као и друге превентивне стратегије могу смањити број штетних исхода трудноће (урођених мана, побачаја, мртворођених и неонаталних смрти) урођених инфекција. У ову групу урођених инфективних синдрома спадају следеће вирусне и бактеријске инфекције:
Синдром урођене рубеоле
Од овог синдрома према процена сваке године у свету оболи око 105.000 случајева. Земље са трајно високим стопама имунизације су у великој мери смањиле или елиминисале рубеолу и синдром конгениталне рубеоле.
Урођени сифилис
Овај облик сифилиса изазван инфекцијом бактеријом Трепонема паллидум, најчешће се преноси сексуалним контактом (вагинални, орални или анални секс).Карактерише се појавом урођених мана код новорођенчади рођених од жена које су заражене сифилисом пре или током трудноће.
Урођена инфекција цитомегаловирусом
Цитомегаловирус (ЦМВ) је веома чест вирус из Херпесвиридае породице. Преваленција урођене инфекција цитомегаловирусом креће се од 0,2–0,7% живорођених у регионима са високим приходима до 1–6% у регионима са ниским и средњим приходима. Већина људи је заражена у неком тренутку током свог живота. ЦМВ се преноси блиским контактом од особе до особе са инфицираним излучевинама, укључујући урин, пљувачку, трансфузију крви, сперму, цервикални секрет и мајчино млеко. Жене које брину о деци (као што су мајке и наставници) су под високим ризиком јер заражена деца могу да излучују вирус у урину и пљувачки месецима, па чак и годинама након инфекције. Конгенитална инфекција цитомегаловирусом настаје када вирус прође плаценту током трудноће и инфицира фетус. Највећи ризик од инфекције фетуса је код мајки које имају примарну инфекцију током првог и другог триместра трудноће. Фетални пренос се такође може десити ако се већ постојећа инфекција поново активира током трудноће (непримарна инфекција) или ако је мајка заражена новим сојем ЦМВ; међутим, ризик од преноса је много мањи. Веће стопе урођене инфекција цитомегаловирусом се такође јављају код потомака жена које су имунокомпромитоване; на пример, због ХИВ инфекције.
Урођени Зика синдром
Зика вирус (ЗИКВ) је флавивирус (породица Флавивиридае) и РНК вирус који првенствено преносе комарци Аедес . Ови комарци углавном уједају током дана, са највећим временима ујутру и рано увече. Ови комарци такође преносе вирусе денга, чикунгуње и жуте грознице. Документована је трансплацентална (вертикална) и сексуална трансмисија вируса, као и трансфузијом крви. Иако је вирус Зика откривен у људском млеку, пренос преко дојење није дефинитивно доказан. Ризик да трудница добије примарну инфекцију је исти као и код других одраслих особа. Симптоми ЗИКВ инфекције су углавном благи, неспецифични и самоограничени, трају два до седам дана. Док је велики проценат инфекција асимптоматски.

## Специфични синдроми

### Горњи респираторни тракт
Горњи респираторни тракт је често место општих и локализованих инфекција. Ова група болести је међу најчешћим појавама у ооштој пракси. То је примарно место инфекције за већину вирусних болести, које се шире кијањем, кашљањем или директним контактом са материјалима контаминираним респираторним секретом.
Иако је већина таквих симптома вирусног порекла, често може уследити секундарна бактеријска инфекција, посебно код веома младих и неухрањених особа. 
Стално присутне бактерије у горњим дисајним путевима као што су Хемопхилус инфлуенце, Стрептококус пиогенес и Стрептококус пнеумониае убрајају се у најчешће узроћнке.

### Доњи респираторни тракт

#### Епиглотитис
Иако се налази у горњем делу респираторног тракта, епиглотитис се понаша као озбиљна системска инфекција која захтева хитан пријем у болницу и лечење. Дијагнозу треба поставити клинички код токсичног детета (обично млађег од 5 година) са респираторном опструкцијом и стридором. Најкориснија дојагностика  је хемокултура, у којој се увек развија H. influenzae тип б, осим ако се не дају антибиотици или дете имунизира. Епиглотис, који је натечен и изгледа као трешња, треба да прегледају само вешти педијатри припремљени за респираторни застој. Бочна радиографија показује оток меког ткива у грлу.

#### Ларинготрахеобронхитис
Код одраслих, неке вирусне инфекције изазивају акутни ларингитис са губитком гласа или трахеитис са сувим кашљем. Инфекција респираторног тракта код деце је обично генерализована и манифестује се као круп. Ово може довести до респираторне опструкције и, као и код хемофилусног епиглотитиса, неопходан је хитан пријем у болницу. 
Ларинготрахеобронхитис може бити узроковано разним респираторним вирусима, а најчешћи су вируси пара-инфлуенце, аденовируси и ентеровируси. Респираторна синцицијална вирусна инфекција (РСВ) такође може изазвати круп, али чешће овај вирус напада бебе у првих неколико месеци живота. У Великој Британији постоје зимске епидемије акутног бронхиолитиса због РСВ-а. Овај клинички синдром који почиње као прехлада, праћен звиждањем. Код старије деце, астматични напади су често изазвани вирусним респираторним инфекцијама.

#### Велики кашаљ
Велики кашаљ или пертусис се може помешати са крупом, а пошто је потребно узети посебне узорке, лабораторија мора бити обавештена. Потребан је перназални брис у специјалном транспортном медијуму, а Bordetella pertussis ће расти само на обогаћеним подлогама за културу у условима високе влажности.

#### Акутни бронхитис
Акутна егзацербација хроничне опструктивне болести плућа (ХОБП) је најчешћа инфекција доњих респираторних органа одраслих. Она је увек последица пнеумокока, некапсулираних хемофилија или обоје. Понекад акутни бронхитис прати вирусну инфекцију. Иако се често испитује, искашљавани спутум код амбулантних пацијената са ХОБП је скоро увек губитак труда.
Пацијенти са цистичном фиброзом имају честе егзацербације и, у тим ситуацијама, преглед спутума је драгоцен јер узрочнике бактерије (Staphylococcus aureus, H. influenzae, Pseudomonas aeruginosa or Burkholderia cepacia) могу показати променљиву антимикробну резистенцију и неопходна је одговарајућа терапија.

#### Акутне пнеумоније
Понекад је на основу клиничких и радиолошких разлога могуће разликовати:
- лобарну пнеумонију (пнеумококну),

- бронхопнеумонију (стафилококну и клебсијелну)

- атипичне пнеумоније (микоплазмалне и хламидијске).

Ова подела је од значаја за вођење примарног лечења, али не би требало да даје клиничару сложен поглед на истрагу, јер неки случајеви увек неће следити уџбеник! Експекторисани спутум се често слабо сакупља и можда неће дати патоген. Хемокултуре увек треба узимати од пацијената са пнеумонијом, али оне не могу да изазову организам, посебно ако је започела терапија антибиотицима. 
Детекција антигенау урину или спутуму помоћу флуоресцентних антитела, имуно-електрофорезе, латекс аглутинације или ензимски имуносорбентни тест (ЕЛИСА) је корисна метода за брзу дијагнозу, али може да недостаје осетљивости. Нове појачане методе детекције ДНК ће вероватно побољшати дијагностичку тачност код респираторних инфекција. 
Тренутно се већина случајева  атипичне пнеумоније дијагностикује добијањем акутног и реконвалесцентног серума и проналажењем значајног или растућег титра антитела. 
Легионарска болест се може дијагностиковати културом  Legionellaе pneumophilaе из спутума или биопсије, али ово има прениску осетљивост. Детекција антигена у урину помоћу ЕЛИСА или ДНК амплификације респираторних секрета су постале широко доступне методе дијагнозе. Међутим, као и код већине пнеумонија, лечење се често мора заснивати на основу клиничке сумње.

#### Хронична болест грудног коша
Туберкулоза се увек мора узети у обзир код сваког пацијента са температуром, продуженим кашљем и губитком тежине. Она, захтева испитивање на микобактерије у спутуму и мора бити укључена у дијагностику. Тестови крви којима се испитује интерферон који производе периферни лимфоцити су вредни у откривању латентне туберкулозе, али су од ограничене вредности у дијагнози активне болести.
Код имунокомпромитованих, различити опортунистички патогени могу изазвати респираторну инфекцију. Pneumocystis carinii  се демонстрира флуоресцентним бојењем бронхијалне лаваже антителима. Гљивичне инфекције се дијагностикују растом патогена или серолошким испитивањем. За све ове ситуације су потребне посебне истраге и осим ако се дијагноза не узме у обзир, лабораторија не може помоћи клиничару.

### Инфекције гениталног тракта

#### Акутни уретритис
Код мушкараца, акутни уретритис је уобичајено стање, обично због полно преносивих микроба као што су N. gonorrhoeae, Chlamydia trachomatis или Ureaplasma urealyticum. Ако се не лече, ови организми могу изазвати простатитис или епидидимитис, а гонореја може изазвати непријатне последице као што су стриктура уретре или стерилитет. Генитални улкуси код оба пола могу бити последица вируса херпес симплекса, сифилиса или шанкроида (H.ducreyi).

#### Бактеријски вагинитис
Сложенији женски репродуктивни органи су подвргнути много више инфекцији већег обима и последица. Вагинитис се може манифестовати као вагинални исцедак или иритација и често су ови симптоми узроковани инфекцијама које нису увек егзогено стечене. Trichomonas vaginalis је најчешћи полно стечен микроб, иако се и N. gonorrhoeae и хламидија могу појавити као исцедак. Алкални услови и карактеристични амини који се налазе у бактеријској вагинози омогућавају да се дијагноза лако постави на прегледу пацијента. Ово стање, које се некада звало неспецифични вагинитис, уобичајено је стање код сексуално активних жена, иако вероватно није венерична болест у уобичајеном смислу.
Ендоцервикални канал је место инфекције N. gonorrhoeae и C. trachomatis код полно зреле жене. Током порођаја оба микроорганизма се могу пренети у очи бебе и изазвати офталмију новорођенчета. Грлић материце такође може бити инфициран хуманим папилома вирусом (ХПВ), узроком гениталних брадавица. Неки типови су повезани са високим ризиком од рака грлића материце.
Асцендентна генитална инфекција може се манифестовати као акутни салпингитис са грозницом и болом у карлици. Приликом вагиналног прегледа јавља се бол у доњем делу стомака при померању грлића материце (цервикална ексцитација ) и осетљивост у илијачној јами при палпацији абдомена. 
Знаци и симптоми код случајева узрокованих  C. trachomatis су много мање изражени од оних због гонокока. Неке жене могу развити хроничну инфламаторну болест карлице (ХИБК) без да су претрпеле препознатљиву акутну епизоду. ХИБК, иако најчешће иницирају ова два уобичајена полно преносива патогена, обично је полимикробна инфекција, у којој ендогени коменсали, посебно анаероби, играју важну улогу.

## Дијагноза
Код инфективних болести, као и у другим гранама клиничке праксе, дијагноза може бити очигледна (и захтевати мало истраживања, на пример случај варичеле током епидемије), или се може установити тек након лабораторијског и радиолошког прегледа (као код пацијента са непознатом пирексијом).
Кључни локализовани инфективни синдроми код којих се обично покушава микробиолошка дијагноза укључују:
- бол у грлу;
- инфекције доњег респираторног тракта;
- цревне инфекције;
- инфекције уринарног и гениталног тракта;
- менингитис и друге инфекције централног нервног система;
- инфекције очију,
- инфекције коже,
- инфекције меких ткива,
- инфекције костију и зглобова.

Истакнути системски и општи синдроми који могу захтевати опсежна микробиолошка испитивања укључују пирексију непознатог порекла, ендокардитис и септикемију.
Како се у пракси, лечење инфективног синдрома често започиње пре изолације и идентификације патогена, у многим вирусним стањима тачан узрок се може утврдити тек током реконвалесценције, било серолошким тестовима или након продуженог раста у култури ткива. Доступност брзих лабораторијских метода и нових хемотерапеутских средстава учинила је тачну дијагнозу заразне болести још важнијом.

## Диференцијална дијагноза
Било да је у питању локални или генерализовани (системски) процес, историја болести, клинички знаци (посебно температура) и немикробиолошка испитивања (нпр број белих крвних зрнаца, маркери упале и радиолошки налази) се често користе да би се утврдило да ли инфекцију треба узети у обзир у диференцијалној дијагнози.
У постављању диференцијалне дијагнозе, критични фактори су временски ток симптома (акутни, субакутни, хронични) и потенцијална изложеност пацијента ендогеним (нпр операција) или егзогеним (нпр путовање) изворима инфекције.  